# Melnik

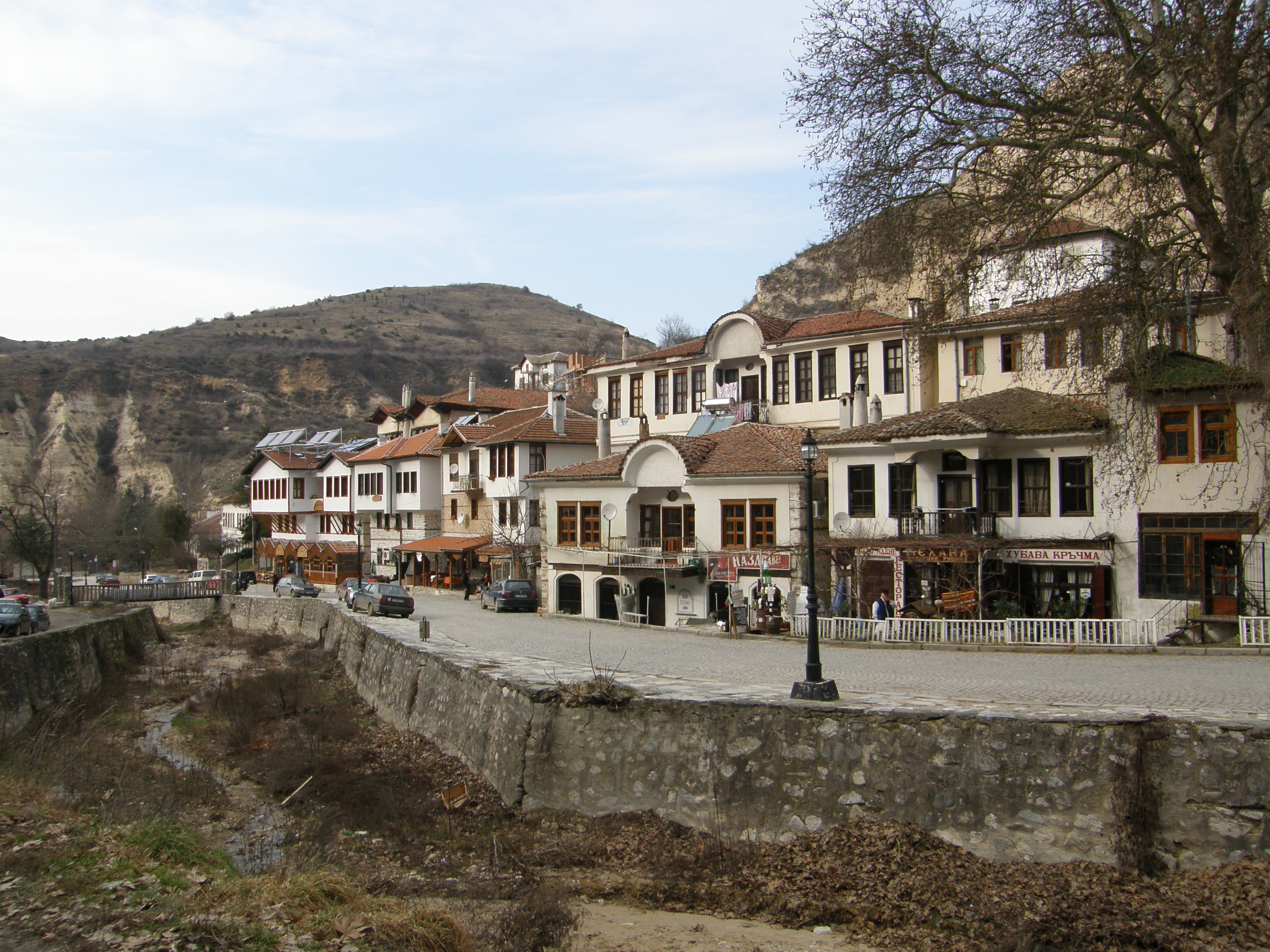

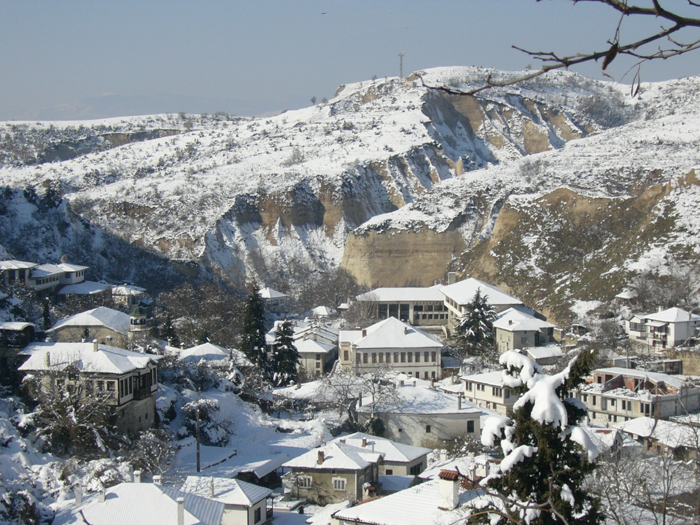
Widok Melnika zimą

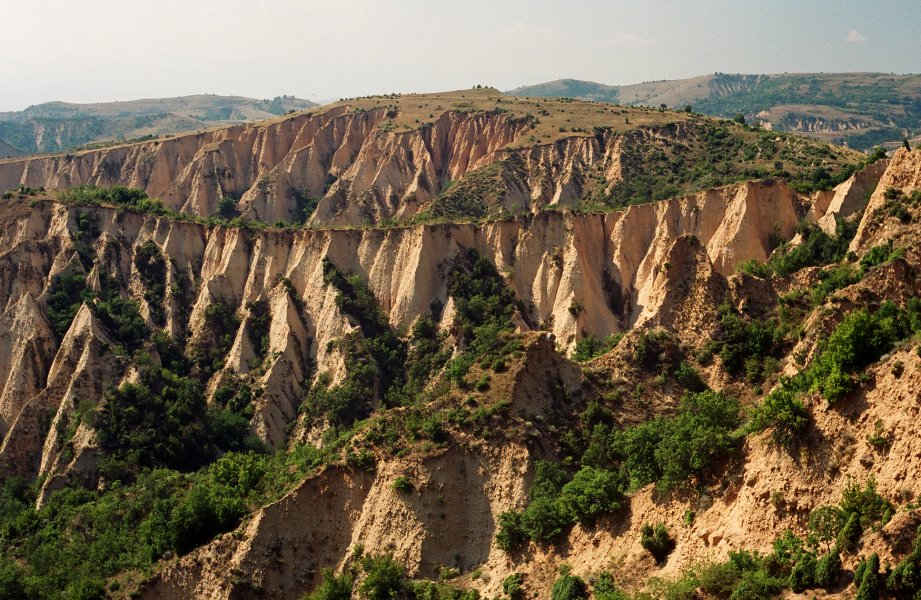
Piaskowcowe piramidy górujące nad Melnikiem

Melnik, Mełnik (bułg. Мелник) – to najmniejsze miasto w Bułgarii (216 mieszkańców w 2011 roku), położone w południowo-zachodniej części kraju, w obwodzie Błagojewgrad, w gminie Sandanski.

## Geografia
Usytuowane jest na skraju piaskowcowego płaskowyżu, u stóp pasma górskiego Piryn. Miasto otoczone jest przez piaskowcowe skały, którym erozja nadała niezwykły wygląd (tzw. Piramidy Melnickie, kaniony).
Od wieków okolice miasta słyną z produkcji wina.

## Zabytki
- Kiechajowa kyszta

W pobliżu miasta znajduje się Monaster Rożeński.

## Znane osoby
- Iwan Anastasow – rewolucjonista,
- Łazar Argirow – ikonograf,
- Georgie Belanski – nauczyciel,
- Anastasnos Palatidis – poeta,
- Wasilios Teofanus – dyrygent,
- Dimityr Tiłkow – filolog.